# سرژ ماسناگتی
سرژ ماسناگتی (انگلیسی: Serge Masnaghetti؛ زادهٔ ۱۵ آوریل ۱۹۳۴) بازیکن فوتبال اهل فرانسه است.
از باشگاه‌هایی که در آن بازی کرده‌است می‌توان به باشگاه فوتبال والنسین اشاره کرد.
وی همچنین در تیم ملی فوتبال فرانسه بازی کرده‌است.